# Vimsite
La vimsite è un minerale.